# Бингэм, Чарльз, 1-й граф Лукан
Чарльз Бингэм, 1-й граф Лукан (англ. Charles Bingham, 1st Earl of Lucan; 22 сентября 1735 — 29 марта 1799) — ирландский пэр и политик. Он был известен как сэр Чарльз Бингэм, 7-й баронет, с 1750 по 1776 год.

## Предыстория
Родился 22 сентября 1735 года. Второй сын сэра Джона Бингэма, 5-го баронета (1690—1749), и его жены Энн Веси (1697—1761), дочери ирландского политика и землевладельца Агмондешама Веси (1677—1739) и Шарлотты Сарсфилд.
27 ноября 1750 года после смерти своего неженатого старшего брата Джона Бингэма, 6-го баронета (1728—1750), Чарльз Бингэм унаследовал титул 7-го баронета из Каслбара.

## Карьера
В 1756 году Чарльз Бингэм был назначен верховным шерифом графства Мейо. Он заседал в Ирландской палате общин от Каслбара (1761) и графства Мейо (1761—1776).
24 июля 1776 года ему был пожалован титул барона Лукана из Каслбара в графстве Мейо (Пэрство Ирландии), получив место в Палате лордов Ирландии.
В 1782—1784 годах лорд Бингэм заседал в Палате общин Великобритании от Нортгемптона.
1 октября 1795 года Чарльз Бингэм получил титул графа Лукана из Каслбара в графстве Мейо (Пэрство Ирландии).

## Семья

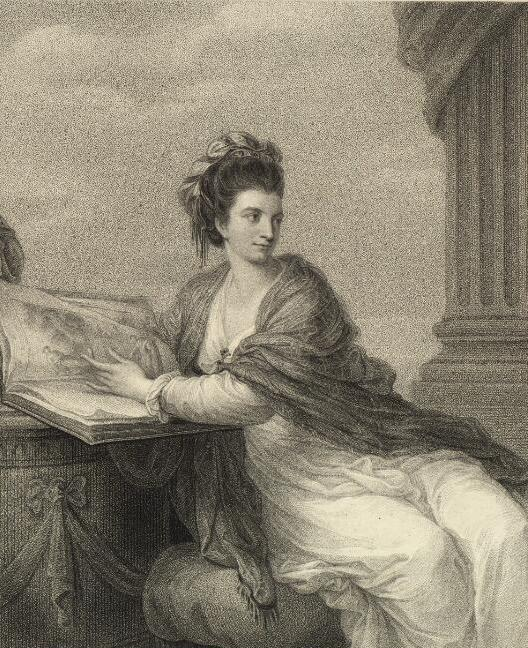
Портрет Маргарет Бингэм (1740—1814), жены 1-го графа Лукана. Джошуа Рейнольдс, 1786 год

25 августа 1760 года в Бате (графство Сомерсет), Англия, Чарльз Бингэм женился на Маргарет Смит (1740 — 27 февраля 1814), дочери сэра Джеймса Смита и Грейс Дайк. У супругов было четыре дочери и сын, среди которых:
- Ричард Бингэм, 2-й граф Лукан (4 декабря 1764 — 30 июня 1839), единственный сын и преемник отца
- леди Лавиния Бингэм (27 июля 1762 — 8 июня 1831), вышедшая замуж за Джорджа Спенсера, 2-го графа Спенсера
- Леди Энн Бингэм
- Леди Луиза Бингэм
- леди Маргарет Линдси, она вышла замуж за Томаса Линдси. Её дочерью была Маргарет Грей Портер[англ.].

Лорд Лукан скончался в 1799 году в возрасте 63 лет на Чарльз-стрит в Лондоне, и его титулы унаследовал его единственный сын Ричард.